# ستار تريك بيوند
ستار تريك بيوند (بالإنجليزية: Star Trek Beyond)‏ هو فيلم أمريكي صادر عام 2016 وهو الجزء الثالث من سلسلة ستار تريك.

## وصلات خارجية
- الموقع الرسمي
- ستار تريك بيوند على موقع IMDb (الإنجليزية)
- ستار تريك بيوند على موقع ميتاكريتيك (الإنجليزية)
- ستار تريك بيوند على موقع روتن توميتوز (الإنجليزية)
- ستار تريك بيوند على موقع نتفليكس (الإنجليزية)
- ستار تريك بيوند على موقع قاعدة بيانات الأفلام العربية
- ستار تريك بيوند على موقع ألو سيني (الفرنسية)
- ستار تريك بيوند على موقع Turner Classic Movies (الإنجليزية)
- ستار تريك بيوند على موقع أول موفي (الإنجليزية)
- ستار تريك بيوند على موقع بوكس أوفيس موجو (الإنجليزية)
- ستار تريك بيوند على موقع فيلمافينيتي (الإسبانية)